# Список президентов Украины

Штандарт Президента Украины

Список президентов Украины — список президентов Украины и лиц, временно исполнявших обязанности президента.
Должность президента Украины была основана 5 июля 1991 года внесением изменений Верховной Радой в Конституцию УССР. Президент был главой исполнительной власти: подавал кандидатуру премьер-министра для утверждения Верховной Радой, организовывал и ликвидировал министерства, назначал и увольнял министров.
После принятия Конституции Украины в 1996 году президент перестал быть главой исполнительной власти. Он назначал премьер-министра с согласия Верховной Рады, предлагал ей кандидатов в министры. После внесения изменений в Конституцию в декабре 2004 году президент получил право утверждать премьер-министра, которого предлагала Верховная Рада и вносил на утверждение ей только кандидатуры министра обороны и министра иностранных дел.
В октябре 2010 года Конституционный Суд Украины отменил внесённые в Конституции изменения 2004 года. Таким образом, президент получил права, данные по Конституции 1996 года. 21 февраля 2014 года Верховная Рада Украины приняла положения Конституции 2004 года.
Закон Украины «О выборах Президента Украины» определяет порядок избрания национального лидера. Президентом может быть избран гражданин Украины, который достиг 35 лет, имеет право голоса, владеет украинским языком, а также проживает на Украине в течение последних 10 лет.
Выборы президента назначаются Верховной Радой, но не позднее, чем за 100 дней до дня голосования.

## Список
Партийная принадлежность Беспартийный Наша Украина Партия регионов Батькивщина
| №    | Имя                                          | Фото           | Срок полномочий | Срок полномочий | Длительность                   | Выборы          | Выборы                          | Выборы    |
| №    | Имя                                          | Фото           | Начало          | Конец           | Длительность                   | Партия          | Дата                            | Результат |
| ---- | -------------------------------------------- | -------------- | --------------- | --------------- | ------------------------------ | --------------- | ------------------------------- | --------- |
| 1    | Леонид Макарович Кравчук (1934—2022)         |                | 5 декабря 1991  | 19 июля 1994    | 956 дней                       | Беспартийный    | 1 декабря 1991                  | 61,59 %   |
| 2    | Леонид Данилович Кучма (род. 1938)           |                | 19 июля 1994    | 30 ноября 1999  | 1944 дня                       | Беспартийный    | 26 июня 1994 10 июля 1994       | 51,15 %   |
| 2    | Леонид Данилович Кучма (род. 1938)           | 30 ноября 1999 | 23 января 2005  | 1897 дней       |                                | Беспартийный    | 26 июня 1994 10 июля 1994       | 51,15 %   |
| 2    | Леонид Данилович Кучма (род. 1938)           | 30 ноября 1999 | 23 января 2005  | 1897 дней       | 31 октября 1999 14 ноября 1999 | Беспартийный    | 56,25 %                         |           |
| 3    | Виктор Андреевич Ющенко (род. 1954)          |                | 23 января 2005  | 25 февраля 2010 | 1859 дней                      | Беспартийный    | 31 октября 2004 26 декабря 2004 | 51,99 %   |
| 4    | Виктор Фёдорович Янукович (род. 1950)        |                | 25 февраля 2010 | 22 февраля 2014 | 1457 дней                      | Партия Регионов | 17 января 2010 7 февраля 2010   | 48,95 %   |
| и.о. | Александр Валентинович Турчинов (род. 1964)  |                | 23 февраля 2014 | 7 июня 2014     | 104 дня                        | Батькивщина     | —                               | —         |
| 5    | Пётр Алексеевич Порошенко (род. 1965)        |                | 7 июня 2014     | 20 мая 2019     | 1808 дней                      | Беспартийный    | 25 мая 2014                     | 54,7 %    |
| 6    | Владимир Александрович Зеленский (род. 1978) |                | 20 мая 2019     | настоящее время | 2283 дней                      | Беспартийный    | 31 марта 2019 21 апреля 2019    | 73,22 %   |

## Ныне живущие бывшие президенты
По состоянию на август 2025 года живы пятеро бывших украинских президентов:
| Президент          | Годы президентства | Дата рождения             |
| ------------------ | ------------------ | ------------------------- |
| Леонид Кучма       | 1994—2005          | 9 августа 1938 (87 лет)   |
| Виктор Ющенко      | 2005—2010          | 23 февраля 1954 (71 год)  |
| Виктор Янукович    | 2010—2014          | 9 июля 1950 (75 лет)      |
| Александр Турчинов | 2014               | 31 марта 1964 (61 год)    |
| Пётр Порошенко     | 2014—2019          | 26 сентября 1965 (59 лет) |

10 мая 2022 года в возрасте 88 лет умер Леонид Кравчук (президент Украины с 1991 по 1994 годы).
Временная шкала